# Ostrzew rudy
Ostrzew rudy (Blysmus rufus (Huds.) Link) – gatunek rośliny z rodziny ciborowatych.

## Rozmieszczenie geograficzne
Występuje w zachodniej, środkowej i północnej Europie, środkowej i północnej Azji oraz północnej Ameryce Północnej. W Polsce rośnie na Pobrzeżu Gdańskim, Wolinie, Uznamie i w okolicach Kołobrzegu.

## Morfologia

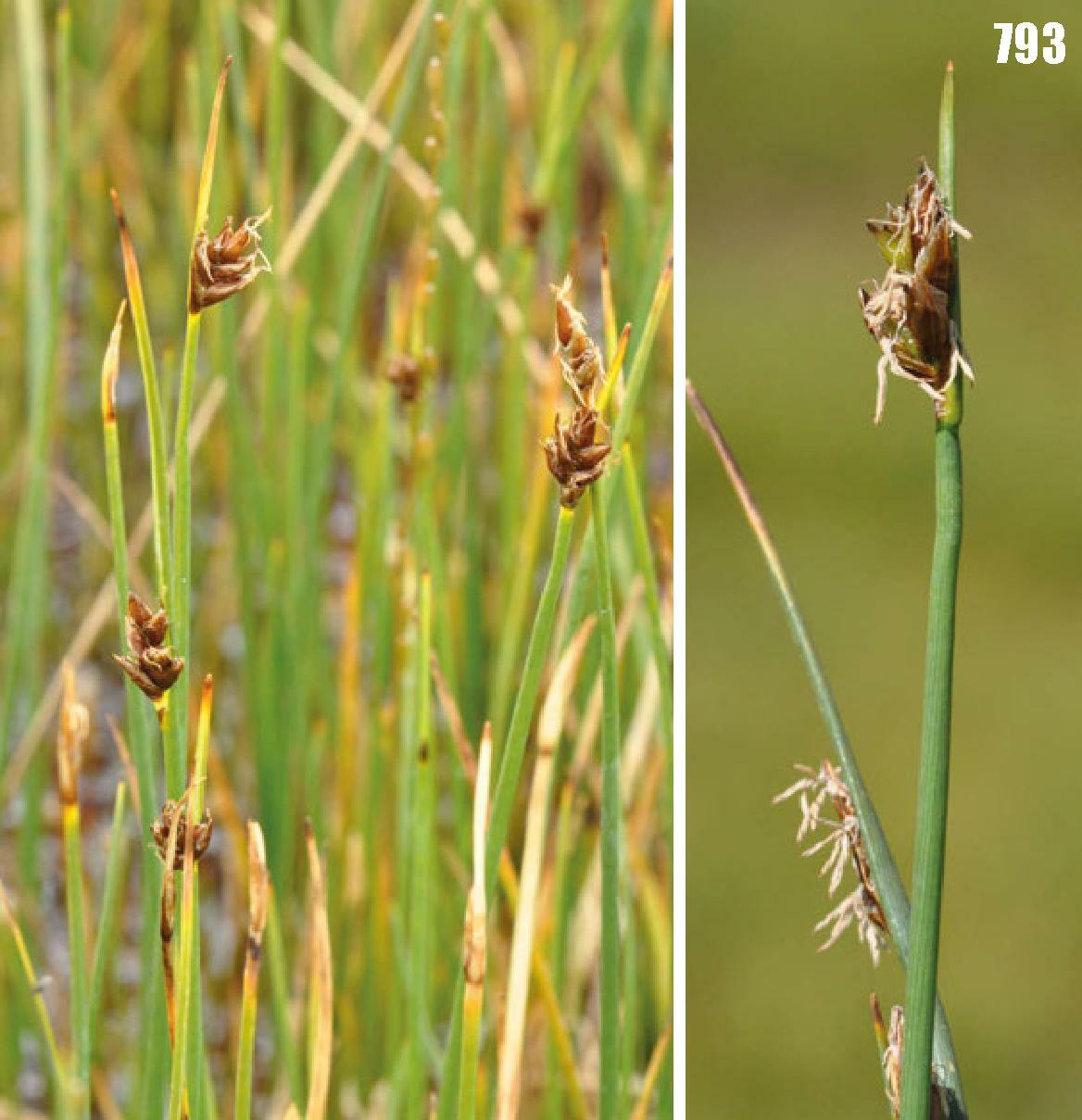
Pokrój

ŁodygaDo 15 cm wysokości.
LiścieSzarozielone, gładkie.
KwiatyZebrane po 2-3 w 3-6 kłosów. Podsadka krótsza od kłosów. Przysadki ciemne, trójnerwowe.
OwocŻółtobrunatny orzeszek długości ok. 3 mm.

## Biologia i ekologia
Bylina, hemikryptofit, halofit. Rośnie na solniskach. Kwitnie od maja do czerwca i czasami po raz drugi od sierpnia do września. Gatunek charakterystyczny klasy Asteretea tripolium. Liczba chromosomów 2n = 40.

## Ochrona
Kategorie zagrożenia gatunku:
- Kategoria zagrożenia w Polsce według Czerwonej listy roślin i grzybów Polski (2006)[8]: E (wymierający, krytycznie zagrożony); 2016: EN (zagrożony)[9]
- Kategoria zagrożenia w Polsce według Polskiej czerwonej księgi roślin: EN (endangered, zagrożony)[10]